# Hipposideros abae
Hipposideros abae је сисар из реда слепих мишева и фамилије Hipposideridae.

## Угроженост
Ова врста није угрожена, и наведена је као последња брига јер има широко распрострањење.

## Распрострањење
Ареал врсте Hipposideros abae обухвата већи број држава у Африци. 
Врста има станиште у Судану, Нигерији, Камеруну, ДР Конгу, Буркини Фасо, Централноафричкој Републици, Обали Слоноваче, Гани, Гвинеји, Гвинеји Бисао, Либерији, Сијера Леонеу, Тогу и Уганди.
Присуство у Бенину, Чаду и Малију је непотврђено.

## Станиште
Станишта врсте су шуме и саване.